# Trojspolek

Státy Trojdohody (modrá) a Trojspolku (červená)

Trojspolek je označení pro alianci mezi Německým císařstvím, Rakousko-Uherskem a Italským královstvím v letech 1882–1914. Eskalace napětí mezi Trojspolkem a Trojdohodou bylo jednou z hlavních příčin první světové války. Spolek definitivně zanikl vypovězením smlouvy neutrální Itálií a jejím přechodem na stranu Dohody roku 1915.

## Pozadí vzniku spojenectví

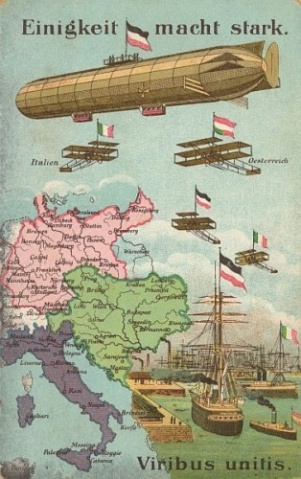
Plakát oslavující Trojspolek německým heslem V jednotě je síla

Mocenské uspořádání v Evropě se po roce 1871 výrazně změnilo zejména porážkou Francie v prusko-francouzské válce a dokončením procesu sjednocení Německa a Itálie. Systém záruk tohoto uspořádání, vzniklý po Vídeňském kongresu z roku 1815 v rámci tzv. Svaté aliance, byl obměněn vznikem Spolku tří císařů (formálně v roce 1873), tedy německého a rakouského císaře (zároveň uherského krále) a ruského cara. Stranou tohoto spolku zůstaly v roce 1871 poražená Francie a také Spojené království Velké Británie a Irska, řídící se tehdy politikou skvělé izolace (splendid isolation). Rusko po porážce Francie vypovědělo Pařížskou mírovou smlouvu z roku 1856 (ukončující Krymskou válku) a obnovilo svoji protitureckou politiku v balkánské krizi. Ruský plán na vytvoření velkého Bulharska však byl překažen výsledky Berlínského kongresu, svolaného 1878 německým říšským kancléřem Ottou von Bismarckem.
Zájmy Ruska a obou středoevropských monarchií se tak po Berlínském kongresu do značné míry rozešly, přestože Spolek tří císařů formálně pokračoval i v následujícím desetiletí. Bismarck proto inicioval vznik obranného spojenectví Německa a Habsburské monarchie zvaného Dvojspolek, které bylo stvrzeno smlouvou ze 7. října 1879.
Mladé Italské království se snažilo budovat vlastní koloniální říši. Se svými zájmy narazila Itálie roku 1881 v Tunisku na koloniální zájmy Francie, která uzavřela smlouvu s místním bejem a vyhlásila zde svůj protektorát. Na obranu proti Francii se Itálie připojila ke Trojspolku; smlouvou z 20. května 1882 mezi třemi signatářskými státy tak vznikl Trojspolek.

## Vývoj spojenectví
Spojením tří monarchií v Trojspolku vznikl mocenský blok, na který reagovala Francie, Rusko a Spojené království v letech 1893–1907 postupným sbližováním vrcholícím vytvořením Trojdohody. Napětí mezi oběma bloky po sarajevském atentátu propuklo v první světovou válku. Trojspolek zanikl díky Itálii, která zůstala neutrální a později se připojila ke státům Dohody. Na místo Trojspolku pak vznikly ústřední mocnosti, které sdružovaly obě zbývající středoevropské mocnosti, Osmanskou říší a Bulharsko.